# War Inside My Head
War Inside My Head es una canción del grupo de crossover thrash y hardcore punk Suicidal Tendencies, de su álbum de 1987 Join The Army.

## Estructura
La canción es rápida y violenta, teniendo varios solos de guitarra. En toda la canción se escucha al grupo gritando "War Inside My Head". La canción es recurrentemente tocada en vivo.

## Apariciones
La canción es jugable en el juego Guitar Hero: Metallica (siendo la segunda canción de Suicidal Tendencies en la saga de Guitar Hero).

## Versiones
La canción ha sido versionada por el grupo Children of Bodom en su álbum Skeletons in the Closet. También ha sido versionada por Anthrax en presentaciones en vivo a mediados de los 80 y por Deftones en repetidas ocasiones.
- Datos: Q6166382